# Csáki László (filmrendező)
Csáki László (Mosonmagyaróvár, 1977. november 13. –) magyar filmrendező, képzőművész.

## Élete
1992 és 1996 között a Győri Tánc- és Képzőművészeti Általános Iskola és Szakgimnáziumba járt, ahol szobrász – díszítő szobrász végzettséget szerzett. Már középiskolásként kapcsolatba került a Mediawave Filmfesztivállal, ez inspirálta, hogy az Iparművészeti Főiskolára jelentkezzen. 2002-ben diplomázott a Magyar Iparművészeti Egyetem (ma Moholy-Nagy Művészeti Egyetem) Vizuális Kommunikáció Tanszéke videó szakán, mestere Szirtes János volt. Bár a filmes művészeti ágakat sokoldalúan használja, nevéhez elsősorban a krétaanimációk kötődnek. Nem ő fedezte fel ezt a technikát – Vértes Marcell munkái inspirálták –, de több filmje, klipje is ezzel az animációs eszközzel készült. Többféle műfajban megmutatta magát – animációs film, élőszereplős rövidfilm, dokumentumfilm, klip, reklámfilm –, fotó, intarzia és print alapú műveit hazai és külföldi egyéni és csoportos kiállításokon mutatja be. A mozgókép és a képalkotás alkalmazott és autonóm oldalán párhuzamosan van jelen. 2012-től könyvborítókat tervez az Európa Könyvkiadó számára.
2005-től 2015-ig tanított a MOME-n az animáció és a média design szakokon, 2006–2008-ig szakirányvezetője volt a MOME Média Design szaknak. Óraadó oktatója volt a Krea Művészeti Iskola fotó szakának (2010–2019-ig). 2013-tól a Budapesti Metropolitan Egyetem (METU) animáció szakának tanára. Főállásban animációs- és élőszereplős reklámfilmeket rendez, alkotója volt a Péterfy Bori & Love Band két klipjének is: a Délelőttök a 'kádba és az Oroszlán a hóban. Alkotója az Amorf Lovagok Napséta című számához készült klipnek is. Egerszalók című dokumentumfilmjét (Pálfi Szabolccsal közös rendezés) a Ludwig Múzeum megvásárolta. Alkotásai megtalálhatók jelentős hazai és külföldi magán- és közgyűjteményekben (T-B A21, Thyssen – Bornemisza Art Contemporary, Irokéz Gyűjtemény, Modern Művészetért Közalapítvány, Miskolci Galéria, Kortárs Gyűjtemény).
2014 óta a Kék Pelikan című egész estés animációs-dokumentumfilmen dolgozott, ami az 1990-es évek nagy vonatjegy-hamisítási lázáról szól. A Kék Pelikan az első magyar gyártású, egész estés animációs-dokumentumfilm.A Kék Pelikan nemzetközi premierje a 27. Tallin Black Nights Film Festival, Critics' Picks verseny programjában volt, 2023 november 11.-én. Magyarországi mozibemutatója, 2024. április 4.-én volt.

## Filmjei
- 2023 Kék Pelikan (egész estés animációs dokumentumfilm, 79 perc, 2023)
- 2020 Bagatelle (animációs rövidfilm, 2 perc, 2020)
- 2017 Néhány szó[9] (digitális rajzanimációs film, 8 perc, 2017) megtekintés
- 2012 My Name is Boffer Bings[10] (krétaanimációs film 20 perc, 2012) megtekintés[11]
- 2010 Bádogváros (dokumentumfilm, 25 perc, 2010) megtekintés
- 2007 Idegen szokás (kisjátékfilm, 7 perc, 2007) megtekintés
- 2007 A hangya és a tücsök (kisjátékfilm, 10 perc, 2007) megtekintés
- 2006 Egerszalók (Pálfi Szabolccsal közös rendezés, dokumentumfilm, 17 perc, 2003– 2006)
- 2004 Fluxus hajfény (kisjátékfilm, 5 perc, 2004) megtekintés
- 2004 Darazsak, ludak, körtefa (krétaanimációs film, 5:30 perc, 2004) megtekintés
- 2003 Napok, melyeknek értelmet adott a félelem (krétaanimációs film, 7 perc, 2003) megtekintés

### Klipjei
- 2013 Amorf lovagok: Napséta megtekintés
- 2010 Péterfy Bori & Love Band: Oroszlán a hóba megtekintés
- 2008 Péterfy Bori & Love Band: Délelőttök a kádba’ (Szép Évával közös rendezés)

## Díjai, elismerései
- 2025 Kék Pelikan: 17. Kecskeméti Animációs Film Fesztivál – A legjobb egész estés játékfilm – Pannónia-díj, Közönségdíj
- 2025 Kék Pelikan: KABOOM Animation Festival – Nancy Award
- 2025 Kék Pelikan: 32nd Stuttgart International Festival of Animated Film – AniMovie Award
- 2025 Kék Pelikan: Budapest International Documentary Festival – Hungarian Competition, Main Award
- 2025 Kék Pelikan: Magyar Filmkritikusok Díja a legjobb animációs film díja
- 2024 Kék Pelikan: DOK Leipzig – International Leipzig Festival for Documentary and Animated Film – Golden Dove Feature-Lenght Film
- 2024 Kék Pelikan: ANIMEST 19th International Animation Film Festival – Teen Jury Award, Best Feature Film
- 2024 Kék Pelikan: ANIMIX International Animation and Comics Festival – Main Award
- 2024 Kék Pelikan: ANIMAFEST – Elismerő oklevél
- 2024 Kék Pelikan: DocsBarcelona – Young Jury Award DocsBarcelona – Reteena
- 2021 Bagatelle: ANIMATEKA International Animated Film Festival – Elismerő oklevél
- 2014 Balázs Béla-díj[12]
- 2013 My Name is Boffer Bings: Kecskeméti Animációs Filmfesztivál nagydíja, és a filmkritikusok díja
- 2013 My Name is Boffer Bings: 92nd Annual Awards, Art Directors Club, Merit Award
- 2010 Bádogváros: Magyar Filmszemle, dokumentumfilm kategória, Ember Judit-díj (megosztott fődíj Almási Tamással)
- 2008 Fiatal Képzőművészek Stúdiója Díj[13]
- 2007 A hangya és a tücsök: Magyar Filmszemle, Országos Diákzsűri, kisjátékfilm különdíja
- 2005 Darazsak, ludak, körtefa: Ljubljana ANIMATEKA, Elismerő oklevél
- 2005 Darazsak, ludak, körtefa: Oberhauseni Nemzetközi Rövidfilmfesztivál a Hamburgi Rövidfilm Ügynökség díja
- 2005 Fluxus hajfény: Magyar Filmkritikusok Díja a legjobb kisjátékfilm díja
- 2005 Napok, melyeknek értelmet adott a félelem: 7.Kecskeméti Animációs Filmfesztivál a legjobb elsőfilmes rendező díja, Fiatal Filmesek Nemzetközi Fesztiválja Miskolc, animációs kategória fődíja
- 2003 Napok, melyeknek értelmet adott a félelem: 11. Alter-Native Nemzetközi Rövidfilm fesztivál fődíja
- 2002 ARC videó pályázat, animációs kategória díj
- 2001 ARC videó pályázat 3. díj
- 2001–2003 Derkovits Gyula Képzőművészeti ösztöndíj